# Grand Prix automobile de Grande-Bretagne 1960
GP précédent GP suivant
Le Grand Prix de Grande-Bretagne 1960 (XIII British Grand Prix), disputé sur le circuit de Silverstone le 16 juillet 1960, est la quatre-vingt-onzième épreuve du championnat du monde de Formule 1 courue depuis 1950 et la septième manche du championnat 1960.

## Contexte avant la course

### Le championnat du monde
Dernière saison disputée sous la réglementation à moteur 2500 cm3 atmosphérique ou 750 cm3 suralimenté, 1960 a vu la généralisation des monoplaces à moteur central arrière, concept adopté quelques années auparavant par le constructeur britannique John Cooper sur ses formules 1 et 2. Légères et agiles, les Cooper ont dominé en 1959, la marque s'attribuant le titre mondial des pilotes avec Jack Brabham et remportant aisément la coupe des constructeurs face à une opposition alignant des voitures pourtant plus puissantes. Parmi les équipes de pointe, seule la Scuderia Ferrari aligne encore de classiques monoplaces à moteur avant, son prototype à moteur arrière, testé sans succès en course, étant toujours en cours de développement.
Malgré un manque de réussite lors des épreuves inaugurales, Brabham semble bien parti pour remporter un nouveau titre, l'aisance dont il fait preuve au volant de la très homogène Cooper T53 l'ayant propulsé en tête du classement provisoire du championnat, après trois succès consécutifs aux grands prix des Pays-Bas, de Belgique et de France. En outre, son principal rival Stirling Moss, victime d'un grave accident à Francorchamps, est toujours en convalescence et voit s'éloigner toute chance de coiffer la couronne mondiale cette saison.

### Le circuit

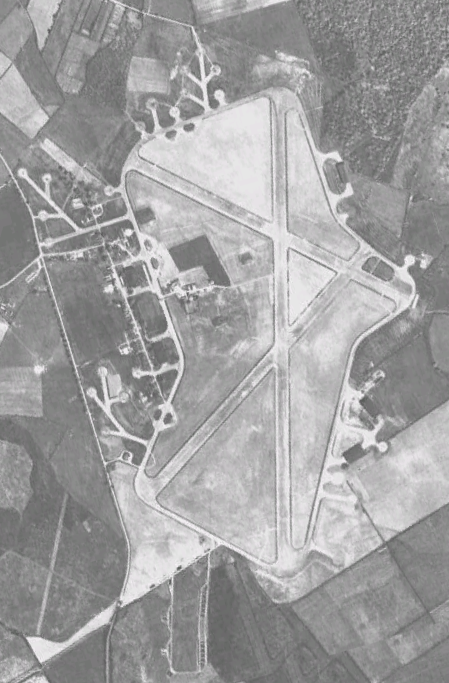
La base aérienne de Silverstone avant sa transformation en autodrome.

Situé à environ cent kilomètres de Londres, le circuit de Silverstone fut créé en 1948 sur une ancienne base de la Royal Air Force. Inauguré à l’occasion du premier Grand Prix de Grande-Bretagne d’après-guerre, il fut le théâtre de l’épreuve inaugurale du championnat du monde des pilotes, deux ans plus tard.
Le tracé emprunte les anciennes voies d’accès de la base aérienne et se caractérise par l'absence de longues lignes droites, mettant en valeur les qualités de freinage et de tenue de route des monoplaces ainsi que la souplesse des moteurs plutôt que la puissance pure. Les installations de ce circuit permanent sont modernes, la grande capacité d’accueil des visiteurs (jusqu'à trois-cent-mille spectateurs) et les nombreux postes d’observation disponibles le rendent très attractif auprès du public. Depuis le dernier International Trophy disputé en mai, Innes Ireland détient le record officiel de la piste, ayant accompli un tour à 180 km/h de moyenne au volant de sa Lotus .

## Monoplaces en lice
- Cooper T53 & T51 "Usine"

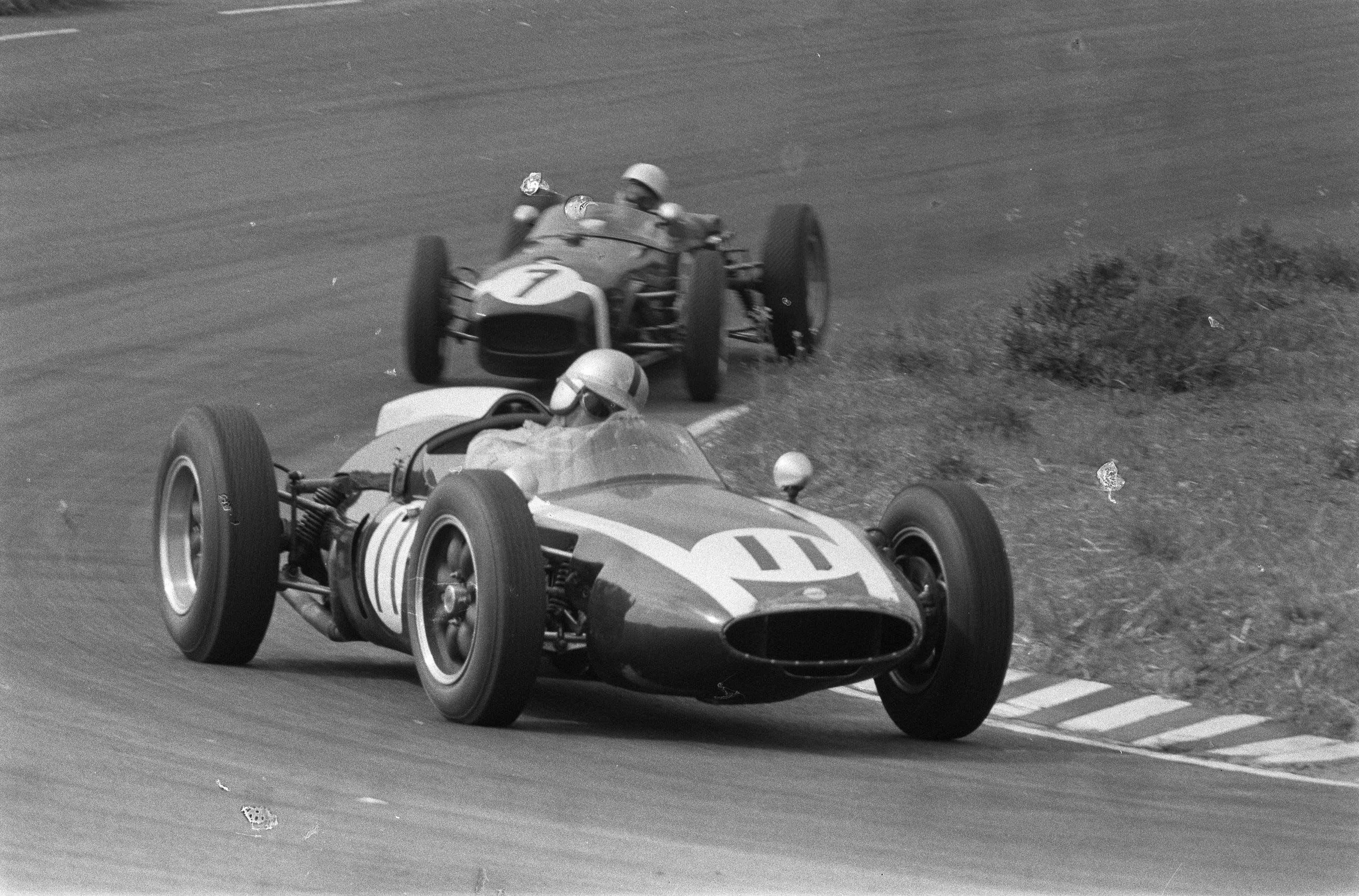
La Cooper T53 est la voiture à battre cette saison (ici Jack Brabham en route vers la victoire au Grand Prix des Pays-Bas).

Conçue en quelques semaines sur la base de la T51, la T53 a permis au constructeur britannique de se maintenir au plus haut niveau, les qualités intrinsèques de cette monoplace de 460 kg étant son agilité et sa facilité d'utilisation ; malgré la puissance relativement modeste du quatre cylindres Coventry Climax FPF (243 chevaux à 6 800 tr/min), sa finesse aérodynamique lui confère une vitesse de pointe de 290 km/h, proche de celle des Ferrari. La grande souplesse du moteur, bien servie par une excellente boîte de vitesses à cinq rapports, lui vaut de se montrer également très compétitive sur les tracés sinueux. Très impliqué dans la conception et la mise au point de la T53, Jack Brabham s'est montré quasiment imbattable lors des trois dernières épreuves. Il sera une nouvelle fois épaulé par le jeune Néo-Zélandais Bruce McLaren. Très déçu par les performances de ses Scarab, le pilote constructeur américain Lance Reventlow a renoncé à les engager en Europe et a loué à l'équipe une T51 (485 kg, 240 chevaux) de la saison passée.
- Cooper T51 privées

Très prisées par les écuries privées, les Cooper T51 constituent une bonne partie du plateau. Dirigée par Alfred Moss, l'équipe Yeoman Credit aligne ses trois monoplaces à moteur Coventry Climax pour Tony Brooks, Olivier Gendebien et Henry Taylor. Keith Greene (Gilby Engineering), Jack Fairman (CT Atkins) et Lucien Bianchi (Fred Tuck Cars) disposent de modèles identiques. La Scuderia Centro Sud utilise quant à elle des moteurs Maserati (quatre cylindres, 240 chevaux) sur ses T51, l'équipe italienne ayant engagé deux voitures pour Masten Gregory et Ian Burgess.
- Cooper Castellotti

La Scuderia Castellotti (du nom du pilote italien disparu trois ans plus tôt) bénéficie du soutien d'Enzo Ferrari, qui fournit gracieusement à l'écurie des moteurs de Ferrari 555 (quatre cylindres, 250 chevaux à 6500 tr/min). En retour la Scuderia Ferrari acquiert une certaine expérience sur le comportement des monoplaces à moteur central arrière, ses moteurs étant montés sur des châssis T51 modifiés, la transmission étant assurée par une boîte de vitesses Colotti à cinq rapports. Comme à Reims, deux voitures ont été engagées pour Giorgio Scarlatti ni Gino Munaron mais seule celle de Munaron est présente à Silverstone.
- Ferrari Dino 246 "Usine"

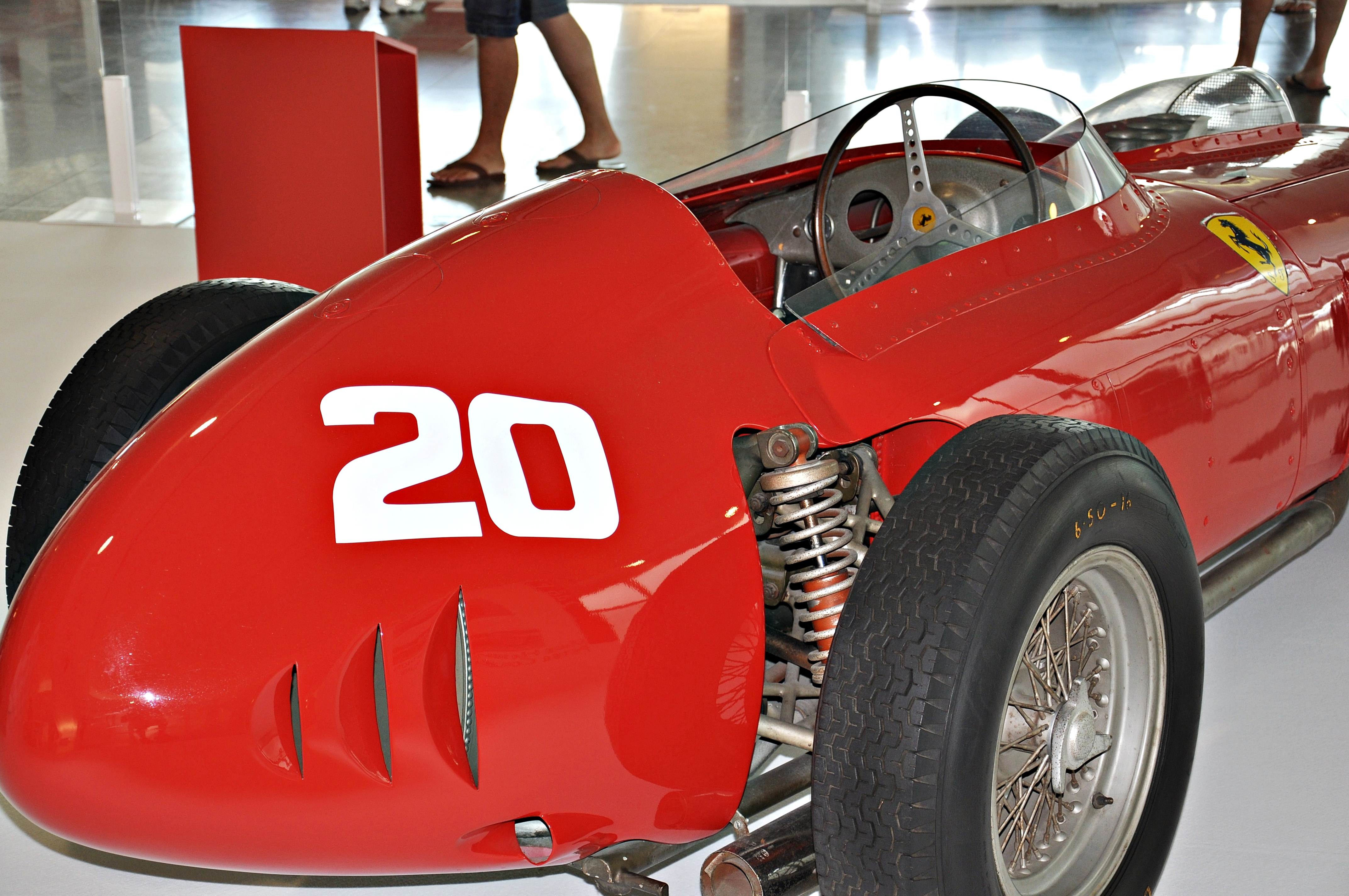
La Ferrari Dino 246, la plus aboutie des monoplaces à moteur avant.

Sur ce circuit où les monoplaces à moteur avant ont peu de chances de briller, l’équipe italienne aligne seulement deux traditionnelles Dino 246 pour Phil Hill et Wolfgang von Trips. Malgré les 290 chevaux délivrés par leur moteur V6, les Dino se révèlent délicates à piloter sur les tracés sinueux, handicapées par leur poids relativement élevé (environ 600 kg) et leur comportement sous-vireur.
- BRM P48 "Usine"

Bien qu'ayant atteint un niveau de performance proche de celui des Cooper, les BRM P48 (550 kg, quatre cylindres, 280 chevaux), premières monoplaces de la marque à moteur central arrière, n'ont enregistré aucun résultat probant cette saison en dehors de la troisième place obtenue par Graham Hill à Zandvoort. Les P48 souffrent de récurrents problèmes de fiabilité, principalement au niveau du moteur mais également à cause de leur fragile système de freinage, l'arrière ne comportant qu'un seul disque monté sur l'arbre de transmission. Les trois monoplaces de la marque sont confiées à Joakim Bonnier, Dan Gurney et Graham Hill.
- Lotus 18 "Usine"

Après deux années d’insuccès avec les Lotus 12 et 16 à moteur avant, Colin Chapman a adopté le concept du moteur central arrière sur ses monoplaces. Conçue pour la formule Junior, la formule 2 et la formule 1, la Lotus 18 est extrêmement compacte, sa hauteur ne dépassant pas 67 centimètres. La version F1, utilisant le même moteur Climax FPF que les Cooper, ne pèse que 440 kg. Elle est équipée d'une boîte de vitesses séquentielle à cinq rapports conçue par l'usine. Très maniable et bénéficiant d'un remarquable rapport poids/puissance, la Lotus 18 est cependant nettement moins aérodynamique que les Cooper, un handicap sur les circuits rapides. Elle s'avère également délicate à piloter sur piste humide. Trois voitures ont été engagées par l'usine ; elles sont aux mains de Jim Clark, Innes Ireland et John Surtees. Comme à Reims, David Piper pilote la Lotus 16 de l'écurie privée Robert Bodle Ltd.
- Aston Martin DBR5 "Usine"

Evolution de la DBR4/250 apparue en course la saison précédente, la DBR5 est plus légère et plus compacte que sa devancière. Elle est équipée d'une nouvelle suspension à roues indépendantes. Le système d'injection Lucas n'ayant pas donné satisfaction, l'usine est revenue à l'usage de carburateurs, le moteur six cylindres en ligne développant ainsi 280 chevaux à 8200 tr/min, la voiture affichant 575 kg sur la balance. Deux voitures ont été engagées pour Roy Salvadori et Maurice Trintignant.
- JBW Typ1

Comme l'an passé, Brian Naylor dispute son Grand Prix national au volant de JBW Typ1, une monoplace artisanale techniquement proche de la Cooper T45, équipée d'un moteur de Maserati 250S.

## Coureurs inscrits

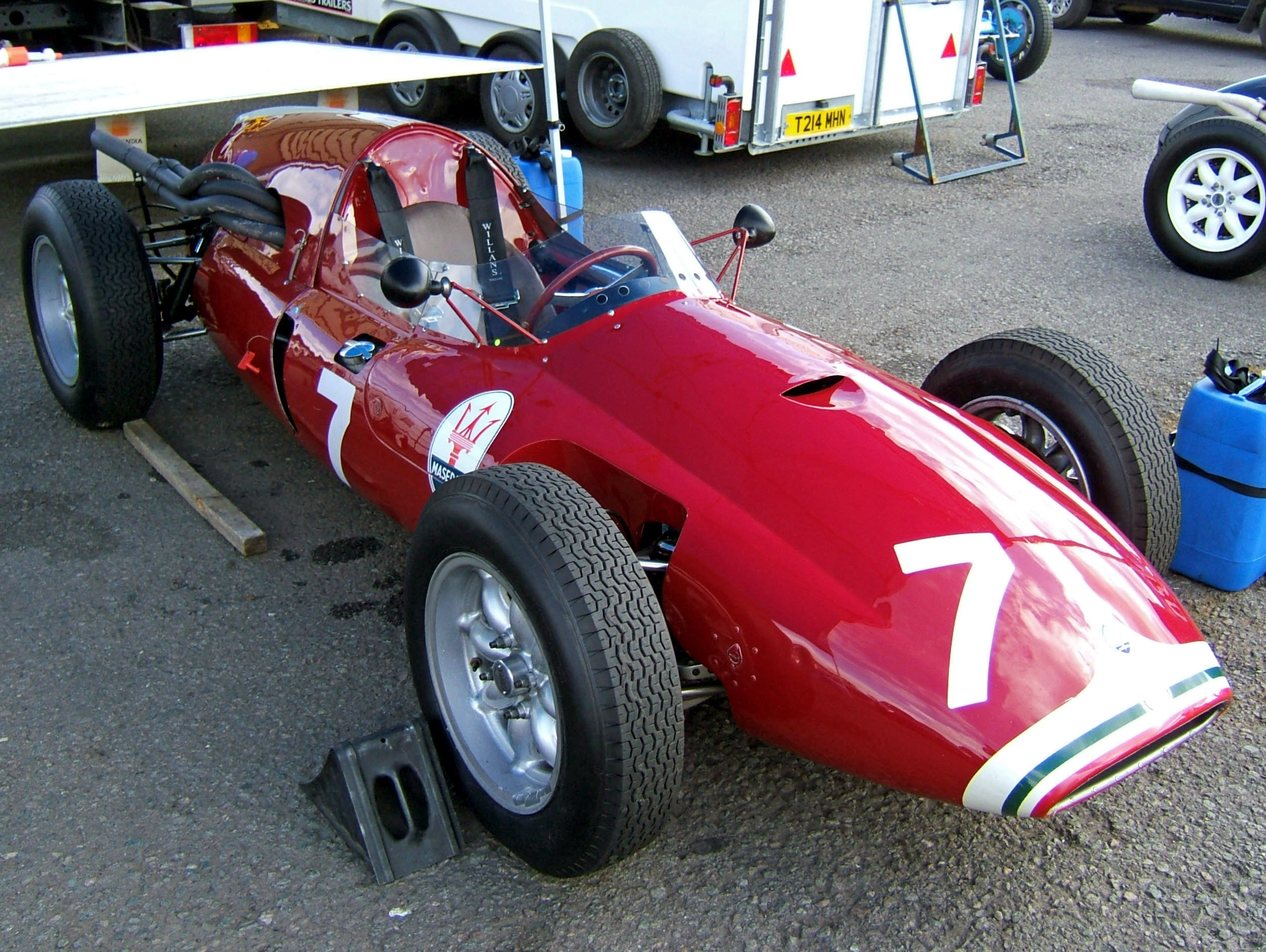
Les Cooper T51 privées représentent la majorité du plateau. Ici une Cooper-Maserati T51 de la Scuderia Centro-Sud, lors d'une manifestation historique.

| no | Pilote                      | Écurie                   | Constructeur | Modèle                 | Moteur             | Pneumatiques |
| -- | --------------------------- | ------------------------ | ------------ | ---------------------- | ------------------ | ------------ |
| 1  | Jack Brabham                | Cooper Car Company       | Cooper       | Cooper T53             | Coventry Climax L4 | D            |
| 2  | Bruce McLaren               | Cooper Car Company       | Cooper       | Cooper T53             | Coventry Climax L4 | D            |
| 3  | Lance Reventlow Chuck Daigh | Cooper Car Company       | Cooper       | Cooper T51             | Coventry Climax L4 | D            |
| 4  | Graham Hill                 | Owen Racing Organisation | BRM          | BRM P48                | BRM L4             | D            |
| 5  | Dan Gurney                  | Owen Racing Organisation | BRM          | BRM P48                | BRM L4             | D            |
| 6  | Joakim Bonnier              | Owen Racing Organisation | BRM          | BRM P48                | BRM L4             | D            |
| 7  | Innes Ireland               | Team Lotus               | Lotus        | Lotus 18               | Coventry Climax L4 | D            |
| 8  | Jim Clark                   | Team Lotus               | Lotus        | Lotus 18               | Coventry Climax L4 | D            |
| 9  | John Surtees                | Team Lotus               | Lotus        | Lotus 18               | Coventry Climax L4 | D            |
| 10 | Phil Hill                   | Scuderia Ferrari         | Ferrari      | Ferrari Dino 246       | Ferrari V6         | D            |
| 11 | Wolfgang von Trips          | Scuderia Ferrari         | Ferrari      | Ferrari Dino 246       | Ferrari V6         | D            |
| 12 | Tony Brooks                 | Yeoman Credit Bank       | Cooper       | Cooper T51             | Coventry Climax L4 | D            |
| 14 | Olivier Gendebien           | Yeoman Credit Bank       | Cooper       | Cooper T51             | Coventry Climax L4 | D            |
| 15 | Henry Taylor                | Yeoman Credit Bank       | Cooper       | Cooper T51             | Coventry Climax L4 | D            |
| 16 | Masten Gregory              | Scuderia Centro Sud      | Cooper       | Cooper T51             | Maserati L4        | D            |
| 17 | Ian Burgess                 | Scuderia Centro Sud      | Cooper       | Cooper T51             | Maserati L4        | D            |
| 18 | Roy Salvadori               | David Brown Corporation  | Aston Martin | Aston Martin DBR5      | Aston Martin L6    | D            |
| 19 | Maurice Trintignant         | David Brown Corporation  | Aston Martin | Aston Martin DBR5      | Aston Martin L6    | D            |
| 20 | Giorgio Scarlatti           | Scuderia Castellotti     | Cooper       | Cooper-Castellotti T51 | Ferrari L4         | D            |
| 21 | Gino Munaron                | Scuderia Castellotti     | Cooper       | Cooper-Castellotti T51 | Ferrari L4         | D            |
| 22 | Keith Greene                | Gilby Engineering        | Cooper       | Cooper T51             | Coventry Climax L4 | D            |
| 23 | Jack Fairman                | CT Atkins                | Cooper       | Cooper T51             | Coventry Climax L4 | D            |
| 24 | Lucien Bianchi              | Fred Tuck Cars           | Cooper       | Cooper T51             | Coventry Climax L4 | D            |
| 25 | Brian Naylor                | JB Naylor                | JBW          | JBW Typ1               | Maserati L4        | D            |
| 26 | David Piper                 | Robert Bodle Ltd         | Lotus        | Lotus 16               | Coventry Climax L4 | D            |

## Qualifications
Les séances qualificatives ont lieu le jeudi après-midi et le vendredi matin, veille de la course. La première session se déroule sous une pluie battante, empêchant d'établir un temps de référence. La journée du lendemain est plus clémente, la piste ayant totalement séché. Au volant de sa Cooper, Jack Brabham fait une nouvelle fois honneur à son statut de champion du monde, reléguant son adversaire le plus proche (Graham Hill sur BRM) à une seconde. Les deux hommes précèdent leurs coéquipiers respectifs, Bruce McLaren et Joakim Bonnier, qui complètent la première ligne de la grille de départ. Les nouvelles Aston Martin ont déçu, Roy Salvadori échouant à près de cinq secondes de Brabham, et Maurice Trintignant à plus de neuf ! Décevante également la prestation de Lance Reventlow, qui a renoncé à engager ses Scarab et a loué pour la circonstance une Cooper officielle ; peu à l'aise à son volant, il a préféré céder sa place à son habituel coéquipier Chuck Daigh, sensiblement plus rapide, qualifié en avant-dernière ligne.

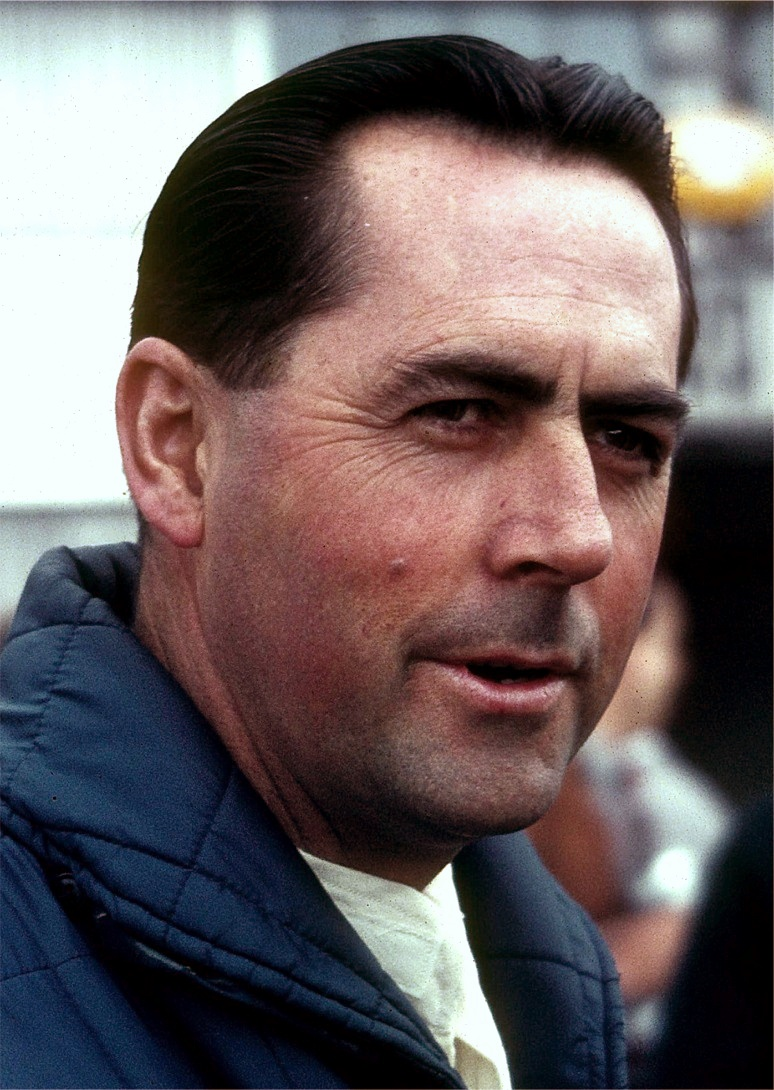
Jack Brabham, une nouvelle fois le plus rapide lors des qualifications.

| Pos. | Pilote              | Écurie          | Temps        | Écart    |
| ---- | ------------------- | --------------- | ------------ | -------- |
| 1    | Jack Brabham        | Cooper-Climax   | 1 min 34 s 6 |          |
| 2    | Graham Hill         | BRM             | 1 min 35 s 6 | + 1 s 0  |
| 3    | Bruce McLaren       | Cooper-Climax   | 1 min 36 s 0 | + 1 s 4  |
| 4    | Joakim Bonnier      | BRM             | 1 min 36 s 2 | + 1 s 6  |
| 5    | Innes Ireland       | Lotus-Climax    | 1 min 36 s 2 | + 1 s 6  |
| 6    | Dan Gurney          | BRM             | 1 min 36 s 6 | + 2 s 0  |
| 7    | Wolfgang von Trips  | Ferrari         | 1 min 37 s 0 | + 2 s 4  |
| 8    | Jim Clark           | Lotus-Climax    | 1 min 37 s 0 | + 2 s 4  |
| 9    | Tony Brooks         | Cooper-Climax   | 1 min 37 s 6 | + 3 s 0  |
| 10   | Phil Hill           | Ferrari         | 1 min 37 s 8 | + 3 s 2  |
| 11   | John Surtees        | Lotus-Climax    | 1 min 38 s 6 | + 4 s 0  |
| 12   | Olivier Gendebien   | Cooper-Climax   | 1 min 39 s 2 | + 4 s 6  |
| 13   | Roy Salvadori       | Aston Martin    | 1 min 39 s 4 | + 4 s 8  |
| 14   | Masten Gregory      | Cooper-Maserati | 1 min 39 s 8 | + 5 s 2  |
| 15   | Jack Fairman        | Cooper-Climax   | 1 min 39 s 8 | + 5 s 2  |
| 16   | Henry Taylor        | Cooper-Climax   | 1 min 40 s 0 | + 5 s 4  |
| 17   | Lucien Bianchi      | Cooper-Climax   | 1 min 40 s 2 | + 5 s 6  |
| 18   | Brian Naylor        | JBW-Maserati    | 1 min 41 s 2 | + 6 s 6  |
| 19   | Chuck Daigh         | Cooper-Climax   | 1 min 42 s 4 | + 7 s 8  |
| 20   | Ian Burgess         | Cooper-Maserati | 1 min 42 s 6 | + 8 s 0  |
| 21   | Maurice Trintignant | Aston Martin    | 1 min 43 s 8 | + 9 s 2  |
| 22   | Keith Greene        | Cooper-Maserati | 1 min 45 s 8 | + 11 s 2 |
| 23   | Lance Reventlow     | Cooper-Climax   | 1 min 46 s 4 | + 11 s 8 |
| 24   | David Piper         | Lotus-Climax    | 2 min 05 s 6 | + 31 s 0 |
| 25   | Gino Munaron        | Cooper-Ferrari  | pas de temps | -        |

## Grille de départ du Grand Prix
| 1re ligne | Pos. 4                     |                                       | Pos. 3                       |                                     | Pos. 2                     |                               | Pos. 1                      |
|           | Bonnier BRM 1 min 36 s 2   |                                       | McLaren Cooper 1 min 36 s 0  |                                     | G. Hill BRM 1 min 35 s 6   |                               | Brabham Cooper 1 min 34 s 6 |
| 2e ligne  |                            | Pos. 7                                |                              | Pos. 6                              |                            | Pos. 5                        |                             |
|           |                            | Trips Ferrari 1 min 37 s 0            |                              | Gurney BRM 1 min 36 s 6             |                            | Ireland Lotus 1 min 36 s 2    |                             |
| 3e ligne  | Pos. 11                    |                                       | Pos. 10                      |                                     | Pos. 9                     |                               | Pos. 8                      |
|           | Surtees Lotus 1 min 38 s 6 |                                       | P. Hill Ferrari 1 min 37 s 8 |                                     | Brooks Cooper 1 min 37 s 6 |                               | Clark Lotus 1 min 37 s 0    |
| 4e ligne  |                            | Pos. 14                               |                              | Pos. 13                             |                            | Pos. 12                       |                             |
|           |                            | Gregory Cooper 1 min 39 s 8           |                              | Salvadori Aston Martin 1 min 39 s 4 |                            | Gendebien Cooper 1 min 39 s 2 |                             |
| 5e ligne  | Pos. 18                    |                                       | Pos. 17                      |                                     | Pos. 16                    |                               | Pos. 15                     |
|           | Naylor JBW 1 min 41 s 2    |                                       | Bianchi Cooper 1 min 40 s 2  |                                     | Taylor Cooper 1 min 40 s 0 |                               | Fairman Cooper 1 min 39 s 8 |
| 6e ligne  |                            | Pos. 21                               |                              | Pos. 20                             |                            | Pos. 19                       |                             |
|           |                            | Trintignant Aston Martin 1 min 43 s 8 |                              | Burgess Cooper 1 min 42 s 6         |                            | Daigh Cooper 1 min 42 s 4     |                             |
| 7e ligne  |                            | Pos. 24                               |                              | Pos. 23                             |                            | Pos. 22                       |                             |
|           |                            | Munaron Cooper Pas de temps           |                              | Piper Lotus 2 min 05 s 6            |                            | Greene Cooper 1 min 45 s 8    |                             |

## Déroulement de la course
Le départ est donné le samedi après-midi. Le ciel est couvert, mais la piste est sèche. C'est Stirling Moss, encore convalescent après son accident à Francorchamps le mois précédent, qui abaisse le drapeau à damiers, libérant les vingt-quatre concurrents. Bruce McLaren (Cooper) est le plus prompt à s'élancer, précédant de peu son coéquipier Jack Brabham. Graham Hill n'a pu profiter de sa place en première ligne, ayant une nouvelle fois calé le moteur de sa BRM. Il est percuté par la Cooper de Tony Brooks, qui n'a pu l'éviter ; le choc n'est pas très violent et a pour effet de faire redémarrer la BRM, Hill et Brooks partant finalement avec une trentaine de secondes de retard sur le reste du peloton, tout comme Henry Taylor qui a également calé son moteur au départ ! Au cours du premier tour, Brabham passe McLaren ; Les deux hommes repassent dans cet ordre devant les stands, juste devant la BRM de Joakim Bonnier et les deux Lotus d'Innes Ireland et de John Surtees qui encadrent la Ferrari de Wolfgang von Trips. Graham Hill n'occupe que la vingt-deuxième place mais a pratiquement recollé à l'arrière du peloton. En tête, Brabham se détache progressivement de McLaren qui est bientôt talonné par Bonnier et Ireland, qui vont le dépasser au cours du troisième tour. Brabham compte maintenant quelques secondes d'avance sur le groupe des poursuivants, au sein duquel Ireland semble le plus rapide ; à la fin du cinquième tour, le pilote écossais s'est emparé de la seconde place au détriment de Bonnier, alors que Graham Hill effectue une remarquable remontée, ayant déjà dépassé onze concurrents ! Il ne fait ensuite qu'une bouchée de la Cooper de Masten Gregory et talonne bientôt les Ferrari de Wolfgang von Trips et Phil Hill qu'il dépasse coup sur coup au neuvième tour. Une boucle encore et Graham Hill est sur les talons de son coéquipier Dan Gurney, tandis qu'en tête Brabham conserve une petite avance sur Ireland et Bonnier, ce dernier étant menacé par Surtees.
Si Ireland se maintient à quelques secondes de Brabham, Bonnier a sensiblement ralenti. Surtees et McLaren le dépassent au onzième tour, alors que Gurney perd soudainement plusieurs places à cause de problèmes de boîte de vitesses. Peu après Bonnier perd une nouvelle place au profit de Jim Clark (Lotus). Clark parvient également à prendre l'avantage sur McLaren, les trois Lotus officielles sont désormais groupées à quelques secondes de Brabham qui maintient son allure. Graham Hill, septième, est maintenant dans les roues de son coéquipier Bonnier mais, quoique nettement plus rapide, ne parvient pas à trouver l'ouverture avant le vingtième tour. Brabham compte alors cinq secondes d'avance sur Ireland, treize sur Clark et Surtees, qui roulent de concert. McLaren, cinquième, est désormais menacé par Hill qui revient progressivement sur les hommes de tête et qui a ramené son retard initial à dix-huit secondes. Rien ne semble entraver la progression de la BRM numéro quatre qui s'empare aisément de la cinquième places quelques boucles plus tard et fond maintenant sur les Lotus. Sous la menace, Surtees accélère et repasse son coéquipier Clark, qui se fait aussitôt déborder par Hill. Surtees ne résiste que quelques kilomètres à son compatriote, littéralement déchaîné, et voilà Hill troisième ; en moins d'une heure de course, le pilote BRM a dépassé vingt voitures ! Quelques secondes le séparent alors d'Ireland, toujours second. En quelques tours, la jonction est faite ; Ireland ne peut résister, avant la mi-course Hill pointe à la seconde place et ne compte plus que six secondes de retard sur Brabham. Le champion du monde a cependant forcé l'allure, et semble tout d'abord contrôler son adversaire. Hill reprend cependant dixième après dixième et en quinze tours parvient à revenir dans les roues de la Cooper de tête. À l'approche du virage de Stowe, Hill tente sa chance en retardant au maximum son freinage, mais Brabham garde sa trajectoire et conserve l'avantage. Les deux hommes sont littéralement collés l'un à l’autre lors des deux boucles suivantes, avant qu'Hill ne parvienne à trouver l'ouverture à la fin du cinquante-cinquième tour, sous les ovations du public. Établissant le meilleur temps de la journée à 179,6 km/h de moyenne, Hill creuse un léger écart sur la Cooper, mais Brabham réagit bientôt et parvient à ne pas se faire distancer. Derrière, la troisième place est également très disputée, Surtees et Clark étant parvenus à dépasser leur coéquipier Ireland ; les trois Lotus restent quelque temps roues dans roues avant que Clark ne soit contraint de regagner son stand, suspension avant cassée (le pilote écossais parviendra à terminer la course au ralenti).

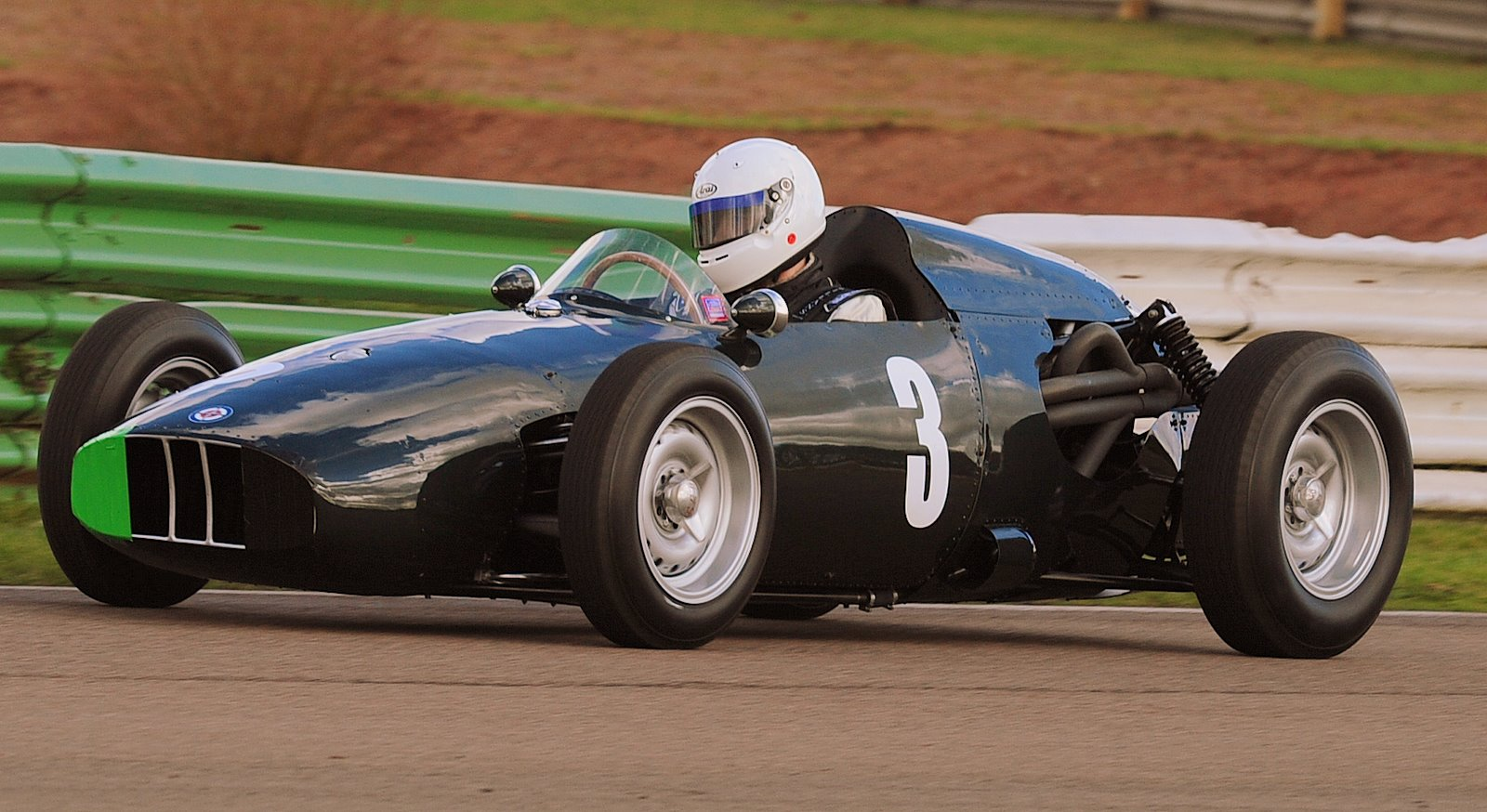
La BRM P48 s'est montrée la plus rapide en course aux mains de Graham Hill, mais une nouvelle défaillance du frein arrière a privé le pilote britannique de la victoire à quelques tours de l'arrivée.

Bien que toujours sous la menace de Brabham qui se maintient à quelques longueurs, Graham Hill semble se diriger vers sa première victoire. À six tours de l'arrivée, les deux hommes sont séparés d'environ deux secondes lorsqu'ils rattrapent les deux Ferrari de Wolfgang von Trips et Phil Hill, attardées. Soucieux de ne pas perdre son avance à proximité de l'arrivée, Graham tente de passer Phil Hill avant le virage de Copse et retarde son freinage ; hélas pour lui, la commande du frein arrière ne répond pas, les roues avant se bloquent aussitôt et la BRM part dans un spectaculaire tête-à-queue, achevant sa course dans l'herbe. Brabham retrouve la première place et va remporter sa quatrième victoire consécutive, devant Surtees qui a conservé l'avantage sur son coéquipier Ireland. Seuls ces trois pilotes terminent dans le même tour, devant McLaren qui profite de l'abandon de Bonnier (suspension arrière cassé) pour prendre la quatrième place.

### Classements intermédiaires
Classements intermédiaires des monoplaces aux premier, troisième, cinquième, dixième, quinzième, vingtième, vingt-cinquième, trentième, trente-cinquième, quarantième, cinquantième, soixantième et soixante-dixième tours.

### Classement de la course

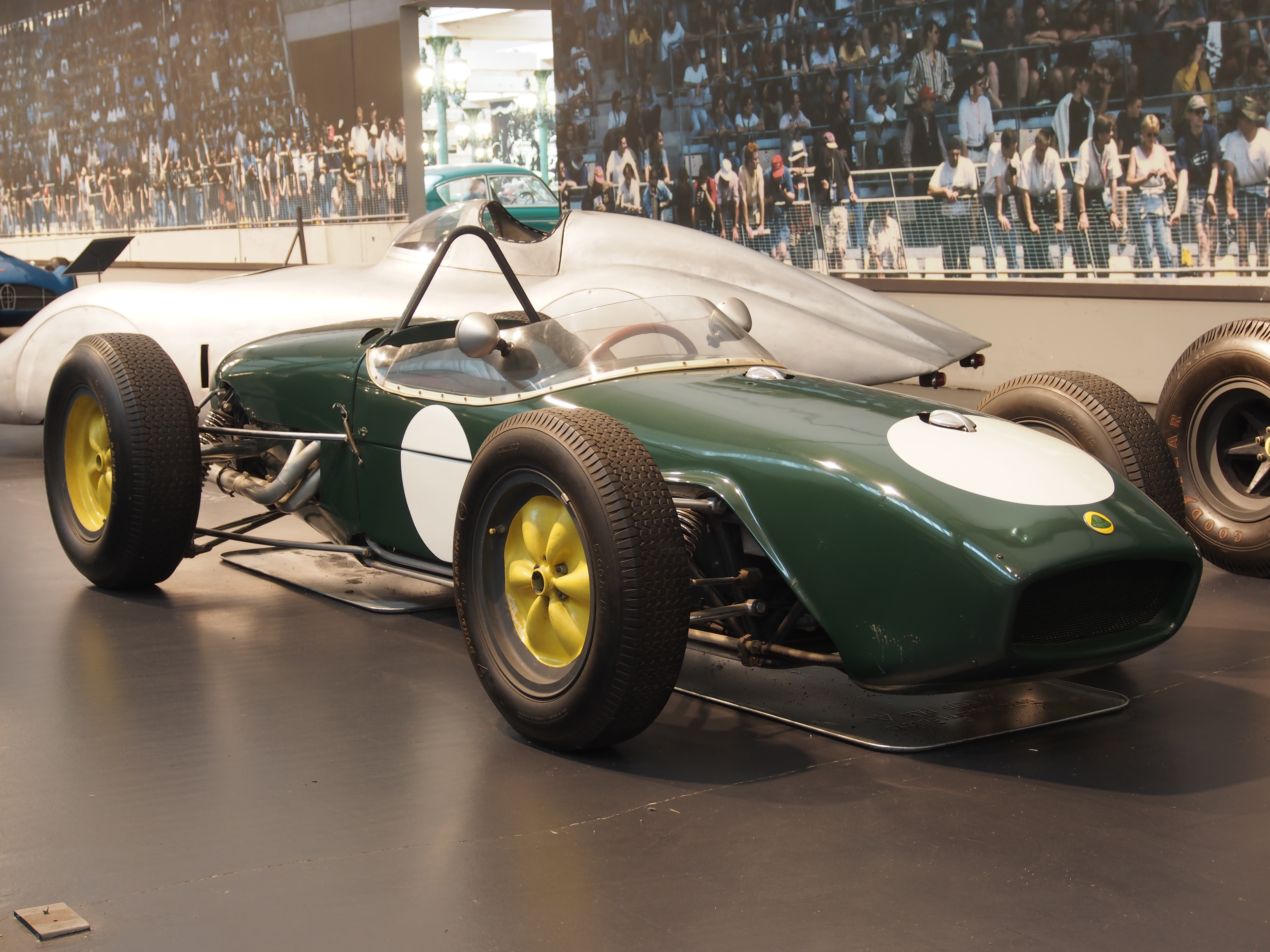
Beau résultat des Lotus 18 à Silverstone, Surtees et Ireland s'octroyant les deuxième et troisième places.

| Pos  | No | Pilote              | Écurie          | Tours | Temps/Abandon                      | Grille | Points |
| ---- | -- | ------------------- | --------------- | ----- | ---------------------------------- | ------ | ------ |
| 1    | 1  | Jack Brabham        | Cooper-Climax   | 77    | 2 h 04 min 24 s 6                  | 1      | 8      |
| 2    | 9  | John Surtees        | Lotus-Climax    | 77    | 2 h 05 min 14 s 2 (+ 49 s 6)       | 11     | 6      |
| 3    | 7  | Innes Ireland       | Lotus-Climax    | 77    | 2 h 05 min 54 s 2 (+ 1 min 29 s 6) | 5      | 4      |
| 4    | 2  | Bruce McLaren       | Cooper-Climax   | 76    | 2 h 04 min 32 s 4 (+ 1 tour)       | 3      | 3      |
| 5    | 12 | Tony Brooks         | Cooper-Climax   | 76    | 2 h 05 min 25 s 8 (+ 1 tour)       | 9      | 2      |
| 6    | 11 | Wolfgang von Trips  | Ferrari         | 75    | 2 h 04 min 30 s 2 (+ 2 tours)      | 7      | 1      |
| 7    | 10 | Phil Hill           | Ferrari         | 75    | 2 h 04 min 34 s 2 (+ 2 tours)      | 10     |        |
| 8    | 15 | Henry Taylor        | Cooper-Climax   | 74    | 2 h 04 min 35 s 6 (+ 3 tours)      | 16     |        |
| 9    | 14 | Olivier Gendebien   | Cooper-Climax   | 74    | 2 h 04 min 38 s 0 (+ 3 tours)      | 12     |        |
| 10   | 5  | Dan Gurney          | BRM             | 74    | 2 h 05 min 00 s 6 (+ 3 tours)      | 6      |        |
| 11   | 19 | Maurice Trintignant | Aston Martin    | 72    | 2 h 04 min 26 s 0 (+ 5 tours)      | 21     |        |
| 12   | 26 | David Piper         | Lotus-Climax    | 72    | 2 h 05 min 08 s 8 (+ 5 tours)      | 23     |        |
| 13   | 25 | Brian Naylor        | JBW-Maserati    | 72    | 2 h 05 min 43 s 0 (+ 5 tours)      | 18     |        |
| 14   | 16 | Masten Gregory      | Cooper-Maserati | 71    | 2 h 04 min 26 s 1 (+ 6 tours)      | 14     |        |
| 15   | 21 | Gino Munaron        | Cooper-Ferrari  | 70    | 2 h 04 min 48 s 6 (+ 7 tours)      | 24     |        |
| 16   | 8  | Jim Clark           | Lotus-Climax    | 70    | 2 h 06 min 05 s 6 (+ 7 tours)      | 8      |        |
| Abd. | 4  | Graham Hill         | BRM             | 71    | Sortie de piste                    | 2      |        |
| Abd. | 24 | Lucien Bianchi      | Cooper-Climax   | 62    | Panne électrique                   | 17     |        |
| Abd. | 6  | Jo Bonnier          | BRM             | 59    | Suspension arrière                 | 4      |        |
| Abd. | 3  | Chuck Daigh         | Cooper-Climax   | 58    | Surchauffe moteur                  | 19     |        |
| Abd. | 17 | Ian Burgess         | Cooper-Maserati | 58    | Moteur                             | 20     |        |
| Abd. | 18 | Roy Salvadori       | Aston Martin    | 46    | Direction                          | 13     |        |
| Abd. | 23 | Jack Fairman        | Cooper-Climax   | 46    | Pompe à essence                    | 15     |        |
| Abd. | 22 | Keith Greene        | Cooper-Maserati | 12    | Surchauffe moteur                  | 22     |        |

Légende:
- Abd.= Abandon

### Pole position et record du tour
- Pole position :  Jack Brabham : 1 min 34 s 6 (vitesse moyenne : 179,277 km/h). Temps réalisé lors de la séance d'essais du vendredi 15 juillet[11].
- Meilleur tour en course :  Graham Hill : 1 min 34 s 4 (vitesse moyenne : 179,657 km/h) au cinquante-sixième tour.

### Tours en tête
- Jack Brabham : 60 tours (1-54 / 72-77)
- Graham Hill : 17 tours (55-71)

## Classement général à l'issue de la course
- Attribution des points : 8, 6, 4, 3, 2, 1 respectivement aux six premiers de chaque épreuve.
- Pour la coupe des constructeurs, même barème mais seule la voiture la mieux classée de chaque équipe inscrit des points. Les 500 miles d'Indianapolis ne sont pas pris en compte pour cette coupe, la course n'étant pas ouverte aux monoplaces de formule 1.
- Seuls les six meilleurs résultats sont comptabilisés.
- Le règlement permet aux pilotes de se relayer sur une même voiture, les points éventuellement acquis étant alors perdus pour pilotes et constructeur[11].

| Pos. | Pilote             | Écurie   | Points | ARG | MON | 500 | NL | BEL | FRA | GBR | POR | ITA | USA |
| ---- | ------------------ | -------- | ------ | --- | --- | --- | -- | --- | --- | --- | --- | --- | --- |
| 1    | Jack Brabham       | Cooper   | 32     | -   | -   | -   | 8  | 8   | 8   | 8   |     |     |     |
| 2    | Bruce McLaren      | Cooper   | 27     | 8   | 6   | -   | -  | 6   | 4   | 3   |     |     |     |
| 3    | Stirling Moss      | Lotus    | 11     | -   | 8   | -   | 3  | -   | -   | -   |     |     |     |
|      | Innes Ireland      | Lotus    | 11     | 1   | -   | -   | 6  | -   | -   | 4   |     |     |     |
| 5    | Olivier Gendebien  | Cooper   | 10     | -   | -   | -   | -  | 4   | 6   | -   |     |     |     |
| 6    | Jim Rathmann       | Watson   | 8      | -   | -   | 8   | -  | -   | -   | -   |     |     |     |
| 7    | Phil Hill          | Ferrari  | 7      | -   | 4   | -   | -  | 3   | -   |     |     |     |     |
| 8    | Cliff Allison      | Ferrari  | 6      | 6   | -   | -   | -  | -   | -   | -   |     |     |     |
|      | Rodger Ward        | Watson   | 6      | -   | -   | 6   | -  | -   | -   | -   |     |     |     |
|      | John Surtees       | Lotus    | 6      | -   | -   | -   | -  | -   | -   | 6   |     |     |     |
| 11   | Tony Brooks        | Cooper   | 5      | -   | 3   | -   | -  | -   | -   | 2   |     |     |     |
|      | Wolfgang von Trips | Ferrari  | 5      | 2   | -   | -   | 2  | -   | -   | 1   |     |     |     |
| 13   | Paul Goldsmith     | Epperly  | 4      | -   | -   | 4   | -  | -   | -   | -   |     |     |     |
|      | Graham Hill        | BRM      | 4      | -   | -   | -   | 4  | -   | -   | -   |     |     |     |
|      | Jim Clark          | Lotus    | 4      | -   | -   | -   | -  | 2   | 2   | -   |     |     |     |
| 16   | Carlos Menditéguy  | Cooper   | 3      | 3   | -   | -   | -  | -   | -   | -   |     |     |     |
|      | Don Branson        | Phillips | 3      | -   | -   | 3   | -  | -   | -   | -   |     |     |     |
|      | Henry Taylor       | Cooper   | 3      | -   | -   | -   | -  | -   | 3   | -   |     |     |     |
| 19   | Joakim Bonnier     | BRM      | 2      | -   | 2   | -   | -  | -   | -   | -   |     |     |     |
|      | Johnny Thomson     | Lesovsky | 2      | -   | -   | 2   | -  | -   | -   | -   |     |     |     |
|      | Richie Ginther     | Ferrari  | 2      | -   | 1   | -   | 1  | -   | -   | -   |     |     |     |
| 22   | Eddie Johnson      | Trevis   | 1      | -   | -   | 1   | -  | -   | -   | -   |     |     |     |
|      | Lucien Bianchi     | Cooper   | 1      | -   | -   | -   | -  | 1   | -   | -   |     |     |     |
|      | Ron Flockhart      | Lotus    | 1      | -   | -   | -   | -  | -   | 1   | -   |     |     |     |

| Pos. | Écurie          | Points | ARG | MON | 500 | NL | BEL | FRA | GBR | POR | ITA | USA |
| ---- | --------------- | ------ | --- | --- | --- | -- | --- | --- | --- | --- | --- | --- |
| 1    | Cooper-Climax   | 46     | 8   | 6   | -   | 8  | 8   | 8   | 8   |     |     |     |
| 2    | Lotus-Climax    | 25     | 1   | 8   | -   | 6  | 2   | 2   | 6   |     |     |     |
| 3    | Ferrari         | 16     | 6   | 4   | -   | 2  | 3   | -   | 1   |     |     |     |
| 4    | BRM             | 6      | -   | 2   | -   | 4  | -   | -   | -   |     |     |     |
| 5    | Cooper-Maserati | 3      | 3   | -   | -   | -  | -   | -   | -   |     |     |     |

## À noter
- 6e victoire en championnat du monde pour Jack Brabham.
- 12e victoire en championnat du monde pour Cooper en tant que constructeur.
- 13e victoire en championnat du monde pour Climax en tant que motoriste.